# Josef Carl Peter Jacobs
Josef Carl Peter Jacobs vagy Josef Jacobs hadnagy (Kreuzkappele, 1894. május 15. – München, 1978. július 29.) az első világháborúban szolgáló német pilóták közül az egyik legeredményesebb. 48 igazolt légi győzelmet ért el szolgálati ideje alatt.

## Élete

### Fiatalkora
1894. május 15-én született Kreuzkappele városában a Rajna-vidéken. 18 éves korában 1912-ben ment a Német Birodalom egyik repülőiskolájába.

### Azelső világháborúban
Első bevetései 1916-ban kezdődtek meg. A nyugati-fronton harcolt. Első győzelmét 1916. március 22-én szerzi meg (más források szerint május 12-én) az FSW pilótájaként. Pár hónap múlva már a Jasta 22-ben szolgált, ahol további 3 igazolt, és 8 igazolatlan légi győzelmet szerez, elsősorban légi ballonokat, és SPAD típusú repülőgépeket lő le. Fél év szolgálat után ismét áthelyezték ezúttal a Jasta 7-be. 1917 augusztusától a háború végéig itt szolgált és további 2 igazolatlan, és 42 igazolt légi győzelmet szerzett meg. Utolsót 1918 október 27-én mikor egy Bristol F2.b típusú gépet lőtt le. Számos kitüntetéssel, köztük Pour le Mérite Érdemrenddel és Vaskeresztel  rendelkezett.

### A háború utáni évei
1978-ban hunyt el, München városában 84 éves korában.

## Lásd még
- Első világháború
- Német Birodalom